# Absent Sunday
Absent Sunday — российская музыкальная группа, работающая на стыке жанров дарк-кабаре, панк-кабаре с элементами прогрессивного рока.

## История группы
Началом существования группы Absent Sunday принято считать первый концерт, состоявшийся 30 мая 2012 года совместно с группой Purple Eve. За время своего существования группа принимает участие в ряде тематических фестивалей: Steampunk Party 6.0, Бархатное подполье, Паро-парк, Holmowood, Ночь стимпанка, Ночь Ханса Гигера, фестиваль отечественного прогрессив- и арт-рока «Прогрессия»,
В 2015 году Absent Sunday совместно с Марией Смолиной aka tooniegirl, Владимиром Преображенским и Екатериной Соловьевой выступают организаторами Российского фестиваля Дарк-Кабаре. В мае 2015 года в клубе Дума проходит первый фестиваль, а в 2016 году в Let’s Twist bar — второй.
В мае 2017 года группа официально объявляет о смене состава. Александра Демьянова, Ольга Нечаева и Иван Щелоков покидают группу каждый по своей причине. Их место занимают: скрипачка Людмила Юрист и барабанщик Сергей Рогуля. 6 июня 2017 года Absent Sunday отмечают пятый день рождения концертом в обновленном составе.
В конце 2017 — начале 2018 годов Absent Sunday экспериментируют с программой Jazz в кабаре. Программа не приживается.
В феврале 2018 года выходит первый альбом группы Absent Sunday названный «EXTRAVERSION. INTROVERSION. PERVERSION» — ¾ -частный альбом, первые две части которого посвящены экстравертной и интровертной установкам, а третья — извращенному видению группой Absent Sunday чужих песен (Metallica, Tori Amos, Mellow Candle). В записи альбома участвовали музыканты только из первого состава. Сразу после публикации альбома в феврале 2018 года группа участвует в программе «Живые» на «Своем Радио». Журнал ИнРок в рецензии на альбом характеризует творчество группы как «смесь пост-панка, глэма, прога, Шопена и Боуи, „бьющегося стекла и брызг шампанского“, лезгинки и гопака». Публике альбом был представлен концертами в Москве и Санкт-Петербурге 9 и 10 февраля соответственно. 30 сентября прошла еще одна презентация альбома на прощадке Дом Культуры.
В апреле 2018 Absent Sunday в числе организаторов и участников проводит третий и последний на настоящий момент Российский фестиваль Дарк-Кабаре.
7 июня 2019 года Absent Sunday совместно с группой Miss Chambertale играет свой первый концерт в Минске.
В июле 2020 года из группы уходит Людмила Юрист, а 19 октября 2020 года Absent Sunday представляют двух новых участников: скрипачку Полину Прянник и тромбониста Михаила Фукина.

## Участники группы
Состав группы дважды менялся. С момента образования группы неизменными участниками остаются ее основатели — Озма Нагатовна и Александр Коноплев. В разные годы в группе играли:
- Озма Нагатовна (вокал, клавиши)
- Александр Коноплев (бас)
- Александра Демьянова (скрипка) (до 2017 года)
- Ольга Нечаева (скрипка) (до 2017 года)
- Иван Щелоков (барабаны) (до 2017 года)
- Сергей Рогуля (барабаны) (с 2017 года)
- Людмила Юрист (скрипка) (с 2017 по 2020 год)
- Полина Прянник (скрипка) (с 2020 года)
- Михаил Фукин (тромбон) (с 2020 года)

## Дискография
Альбомы
- 2018 — EXTRAVERSION. INTROVERSION. PERVERSION[13]

Синглы
- 2017 — LSD Grandma
- 2018 — Lost
- 2020 — Emotionally Impotent (Quaraoke version)
- 2020 — Emotionally Impotent (home born)
- 2020 — Passerby (совместно с музыкантами группы The BlueStocking)

Ремиксы
- 2017 — Grateful Punk (Ozma and the Woodcutters mix)

## Видеография
Клипы
- 2020 — Emotionally Impotent (home born)[14]
- 2020 — LSD Grandma[15]
- 2020 — Passerby[16]

## Сайд-проекты
Озма Нагатовна помимо группы Absent Sunday исполняет роль Хабалки в панк-прог-рок опере «Хабалка», написанной группой Паспортный стол, принимает участие в выступлениях группы Moving Waves исполняя каверы песен группы Rush.